# Station Wetsens
Wetsens was een geplande stopplaats aan de voormalige spoorlijn Leeuwarden - Anjum. Er zijn volgens Stationsweb duidelijke aanwijzingen dat de stopplaats in Wetsens nooit geopend is. Er zijn krantenberichten bekend waarin werd gesteld dat de stopplaats bij de opening nog niet in gebruik was, en nader zou worden aangekondigd. Deze aankondiging is er echter nooit gekomen. Er is ook een gedicht geschreven in 1904 waarin werd betreurd dat er geen halte kwam.

## Referentie
- Station Wetsens op Stationsweb

0: Leeuwarden ·
3: Leeuwarden Halte · Jelsum · Cornjum · Britsum ·
9: Stiens · Finkum · Hijum ·
15: Hallum ·
18: Marrum-Westernijkerk ·
20: Ferwerd · Blija ·
26: Holwerd ·
30: Ternaard · Hantum ·
37: Dokkum-Aalsum · Wetsens ·
42: Metslawier · Morra-Lioessens ·
47: Anjum